# Velká Jalůvka
Rybník Velká Jalůvka se nalézá v obci Semín v okrese Pardubice. Rybník je jako součást bývalé Pernštejnské rybniční soustavy na Pardubicku napájen vodou z Opatovického kanálu. Rybník je využíván pro chov ryb. Výlov rybníka tradičně probíhá každoročně v polovině listopadu.

## Galerie

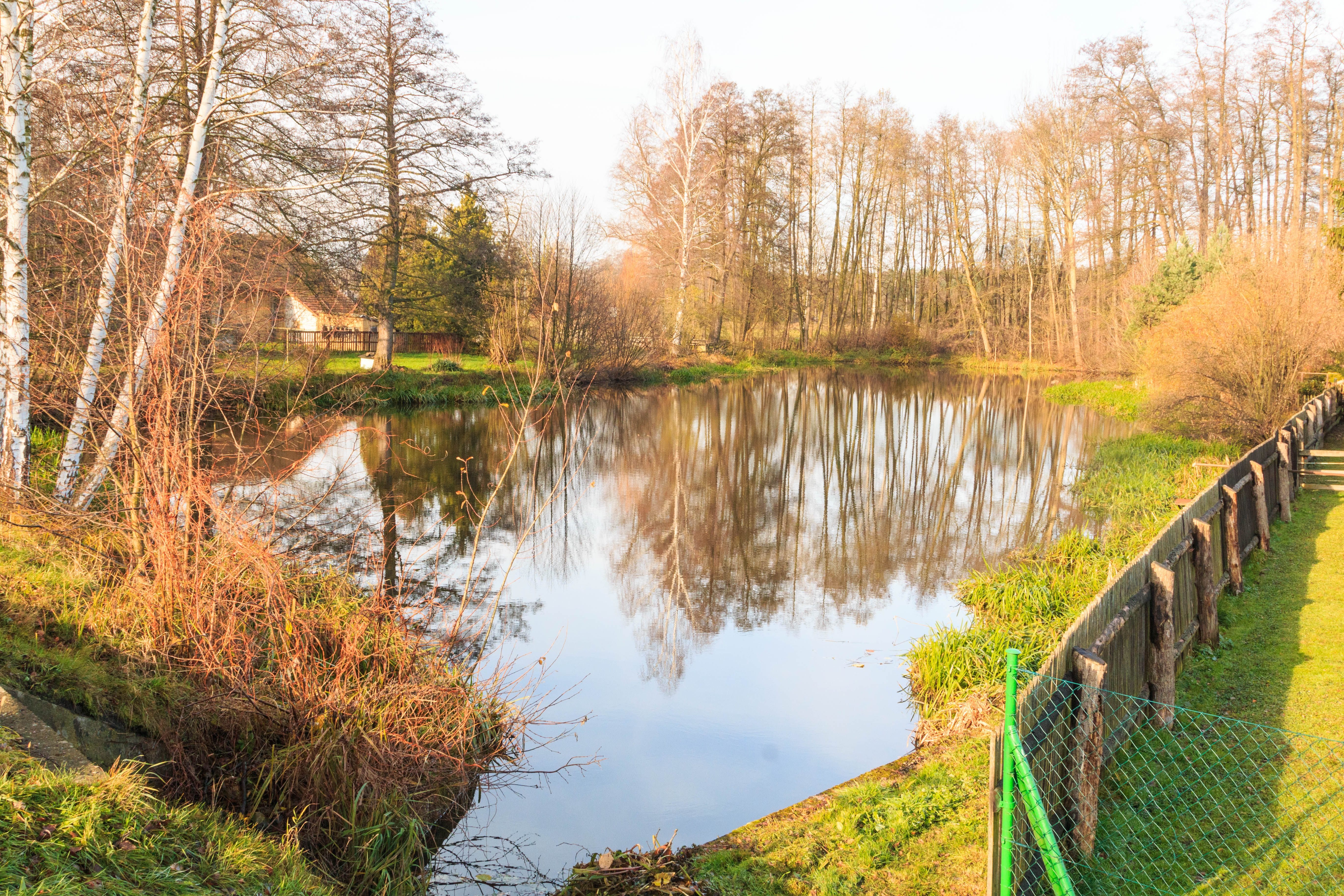
Velká Jalůvka
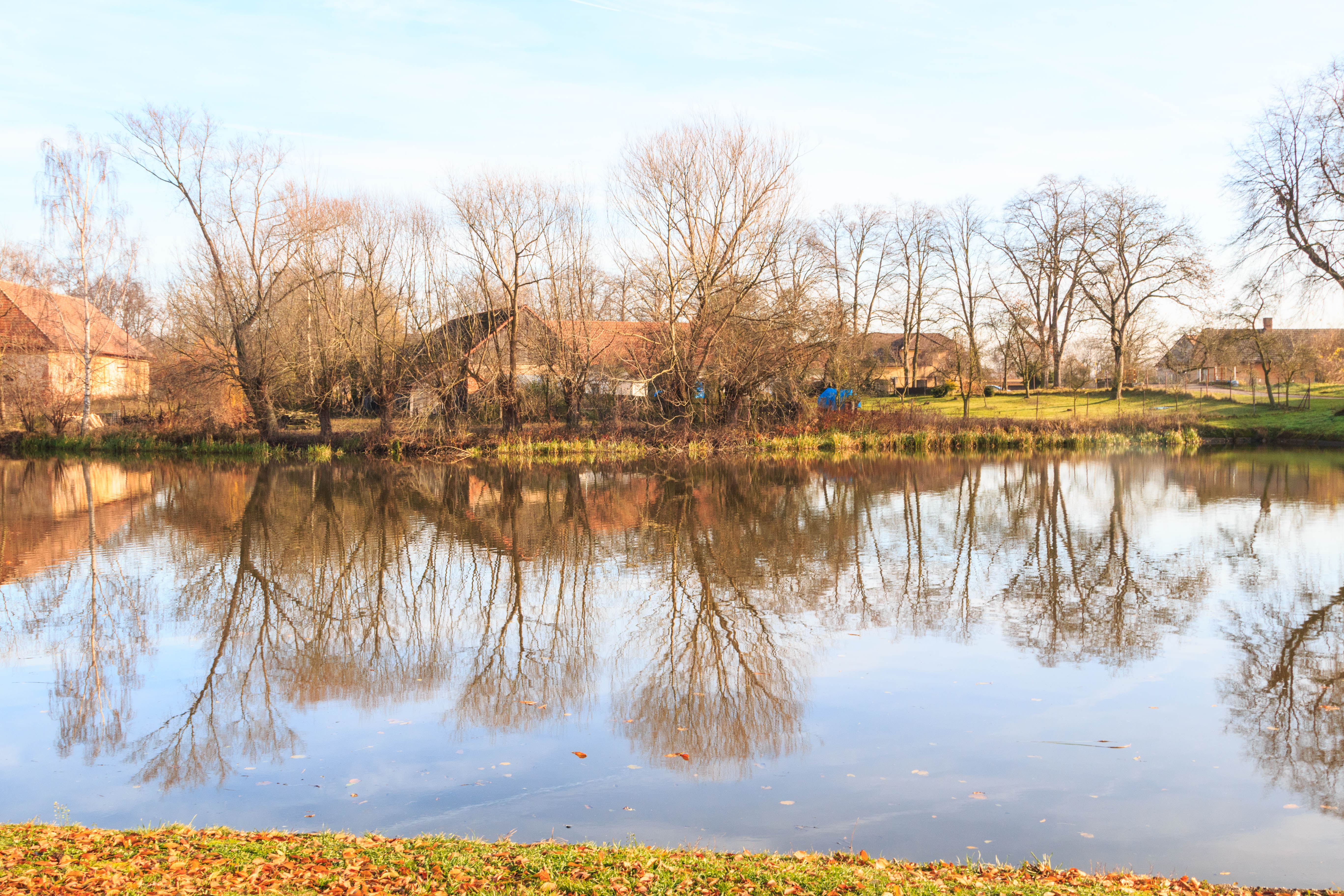
Velká Jalůvka
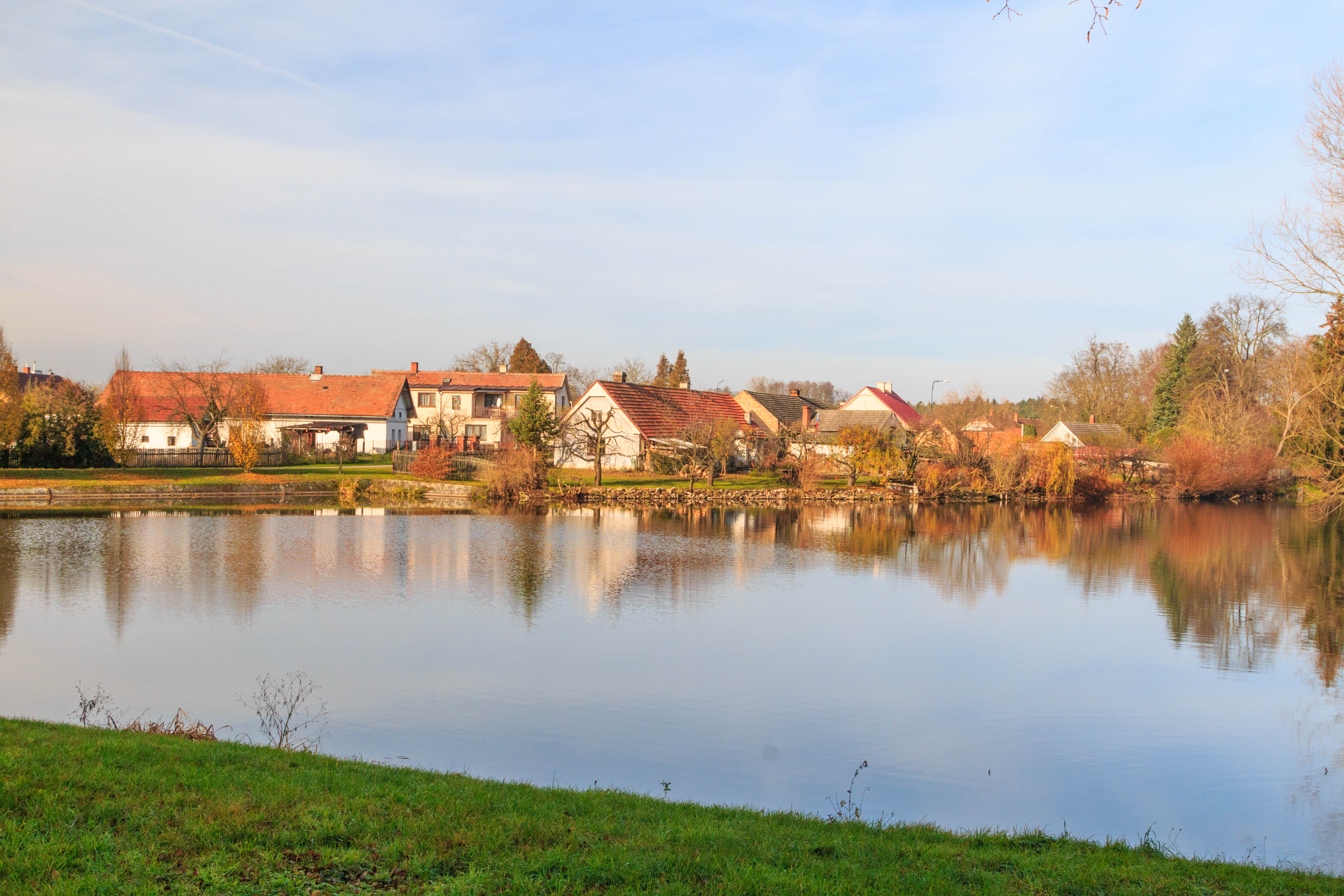
Velká Jalůvka